# Kampung Raja (Maleisië)

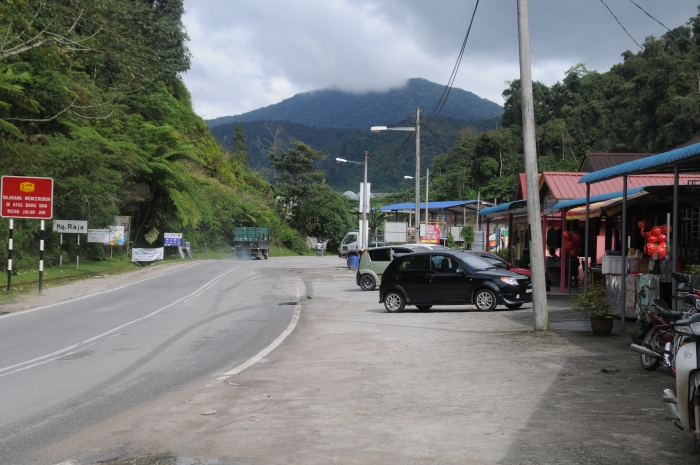
Kampung Raja

Kampung Raja is een dorp gelegen ten noorden van de Cameron Highlands in de deelstaat Terengganu in Maleisië. 

## Ontstaan
Kampung Raja is ontstaan doordat bij het dorp Ringlet de Habu Dam werd gebouwd in de jaren zestig. Alle bewoners uit dat dorp hebben door de overheid nieuwe woonruimte toegewezen gekregen op een nieuwe plek. Die plek is Kampung Raja geworden. Het is dan ook de enige goed geplande en goed georganiseerde stad rond de Cameron Highlands. 
Veel later heeft het nieuwe dorp pas de naam Kampung Raja gekregen, wat 'Koningsdorp' betekent. De naam refereert aan de Sultan die het land had gedoneerd. 
Kampung Raja is ondertussen uitgegroeid tot een middelgroot boerendorp waar men allerlei gewassen verbouwt. De Cameron Highlands staan in Maleisië bekend om hun groenten, fruit en bloemen. De voornaamste inkomstenbron van de bewoners van Kampung Raja is dan ook de landbouw. De laatste jaren is toerisme ook steeds belangrijker geworden. Kampung Raja heeft mooie uitzichten met mooie uitgestrekte velden met gewassen en kassen.

## Klimaat
Doordat Kampung Raja een mild klimaat heeft kunnen er ook aardbeien geteeld worden. Er zijn dan ook veel 'aardbei boerderijen' gestart als een attractie voor de toeristen. Dit geldt ook voor de 'BOH thee' uit dit gebied. 
Temperaturen zijn overdag rond de 23 graden en 's nachts rond de 10 graden. Het regent vrij veel het hele jaar door. De warmste maand is mei en de koudste maand is januari. Oktober is de natste maand en juli de droogste maand.
Door het milde klimaat komen veel lokale bewoners naar de Cameron Highlands om even af te koelen van het tropische weer in de lager gelegen gebieden.

## Wetenswaardigheden
Vroeger zag je in het straatbeeld van Kampung Raja vooral Landrovers (die alleen in de Cameron Highlands mochten rijden, te herkennen aan de grote CH sticker op de auto's), de laatste jaren zijn de Landrovers ingeruild voor de in de Cameron Highlands populaire Toyota Hilux.